# 阇耶跋摩八世
阇耶跋摩八世（Jayavarman VIII）柬埔寨吴哥王朝国王，1243年-1295年在位。

## 生平
1243年，阇耶跋摩八世登基，他迎娶了婆罗门贵族阇耶摩诃巴罗达那（Jaya Mahapradhana）的长女为王后。在他统治时期，吴哥遭到新兴的民族暹人的多次入侵（此种说法来自13世纪中国元朝使节周达观在其著作真腊风土记中的记载）。
阇耶跋摩八世于1295年在吴哥城东北部胜利大街与死亡大道之间修建婆罗门教庙宇曼加拉萨寺，这是吴哥王朝修建的最后一座重要建筑。
1295年，阇耶跋摩八世去世，其侄子因陀罗跋摩三世即位。在他死后，佛教逐渐取代了婆罗门教在吴哥的统治地位。
| 前任： 因陀罗跋摩二世 | 柬埔寨君主列表 | 继任： 因陀罗跋摩三世 |

1. ↑  马宗达：《柬埔寨碑铭》，加尔各答：亚洲社会，1953年，第541页。